# Nassauvia darwinii
Nassauvia darwinii là một loài thực vật có hoa trong họ Cúc. Loài này được (Hook. & Arn.) O.Hoffm. & Dusén ex O.Hoffm. & Dusén mô tả khoa học đầu tiên năm 1901.